# Keokuk, Iowa
Keokuk är en stad (city) i Lee County, i delstaten Iowa, USA. Enligt United States Census Bureau har staden en folkmängd på 10 706 invånare (2011) och en landarea på 23,7 km². Keokuk är huvudort i Lee County. Orten har fått sitt namn efter saukhövdingen Keokuk.